# Fútbol Club Cienfuegos
El Fútbol Club Cienfuegos és un club cubà de futbol de la ciutat de Cienfuegos.
El seu color és el blau cel.

## Palmarès
- Lliga cubana de futbol:[2]
  - 1985, 1990, 2008, 2009, 2023